# Яблінка (річка)
Яблінка — невелика гірська річка в Західних Бескидах, разом з Рябянським потоком створює річку Гочівку, ліву притоку Сяну. Тече по прадавніх етнічних українських землях. Вважається гірською річкою. Долина Яблінки відділяє гірське пасмо Високий Діл від пасом Лопенника і Дурней.
Витік знаходиться на південному сході від гори Волосанія в пасмі Високий Діл, близько 980 м н.р.м. З верхів'я тече вниз по схилу в невелику долину на північному сході, місцями на північ, а потім у селі Яблінки приймає праву притоку. З того місця, тече вже на північ, між пасмами Високого Діла, Лопенника і Дурней. Протікає через села Лубне і Бистре, приймає з правої сторони потоки Жукра (Жікра) і Крупівний, а з лівої — Колониці, потім у Рябому з'єднується з Рябянським Потоком на висоті бл. 470 м н.р.м.

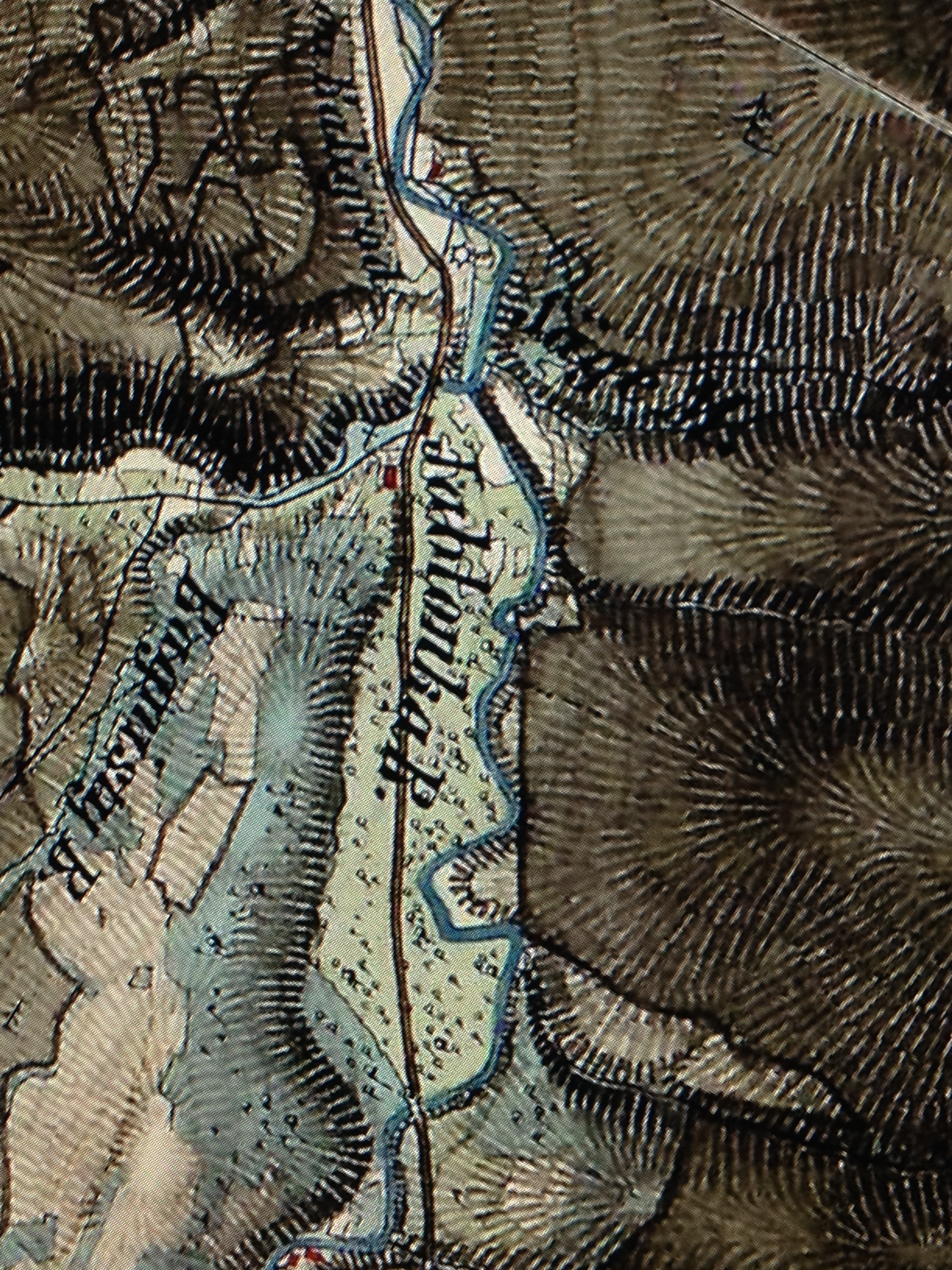
Річка Яблінка на карті кін. 18 ст.